# Corea del Sur en los Juegos Olímpicos de Atenas 2004
Corea del Sur estuvo representada en los Juegos Olímpicos de Atenas 2004 por un total de 264 deportistas, 145 hombres y 119 mujeres, que compitieron en 25 deportes.
La portadora de la bandera en la ceremonia de apertura fue la jugadora de voleibol Ku Min-Jung.

## Medallistas
El equipo olímpico surcoreano obtuvo las siguientes medallas:
| Nombre                                  | Deporte            | Competición              |
| --------------------------------------- | ------------------ | ------------------------ |
| Oro                                     |                    |                          |
| Ha Tae-Kwon Kim Dong-Moon               | Bádminton          | Dobles M                 |
| Jung Ji-Hyun                            | Lucha grecorromana | 60 kg M                  |
| Jang Ji-Won                             | Taekwondo          | –57 kg F                 |
| Moon Dae-Sung                           | Taekwondo          | +80 kg M                 |
| Ryu Seung-Min                           | Tenis de mesa      | Individual M             |
| Park Sung-Hyun                          | Tiro con arco      | Individual F             |
| Lee Sung-Jin Park Sung-Hyun Yun Mi-Jin  | Tiro con arco      | Equipo F                 |
| Im Dong-Hyun Jang Yong-Ho Park Kyung-Mo | Tiro con arco      | Equipo M                 |
| Lee Won-Hee                             | Judo               | –73 kg M                 |
| Plata                                   |                    |                          |
| Shon Seung-Mo                           | Bádminton          | Individual M             |
| Lee Dong-Soo Yoo Yong-Sung              | Bádminton          | Dobles M                 |
| Equipo                                  | Balonmano          | Torneo F                 |
| Kim Dae-Eun                             | Gimnasia           | Concurso completo ind. M |
| Jang Mi-Ran                             | Halterofilia       | +75 kg F                 |
| Lee Bae-Young                           | Halterofilia       | 69 kg M                  |
| Moon Eui-Jae                            | Lucha libre        | 84 kg M                  |
| Lee Eun-Sil Seok Eun-Mi                 | Tenis de mesa      | Dobles F                 |
| Lee Bo-Na                               | Tiro               | Doble foso F             |
| Jin Jong-Oh                             | Tiro               | Pistola 50 m M           |
| Lee Sung-Jin                            | Tiro con arco      | Individual F             |
| Jang Sung-Ho                            | Judo               | –100 kg M                |
| Bronce                                  |                    |                          |
| Lee Kyung-Won Ra Kyung-Min              | Bádminton          | Dobles F                 |
| Jo Seok-Hwan                            | Boxeo              | 57 kg M                  |
| Kim Jung-Joo                            | Boxeo              | 69 kg M                  |
| Yang Tae-Young                          | Gimnasia           | Concurso completo ind. M |
| Hwang Kyung-Seon                        | Taekwondo          | –67 kg F                 |
| Song Myeong-Seob                        | Taekwondo          | –68 kg M                 |
| Kim Kyung-Ah                            | Tenis de mesa      | Individual F             |
| Lee Bo-Na                               | Tiro               | Foso F                   |
| Choi Min-Ho                             | Judo               | –60 kg M                 |